# Christoph Takacs
Christoph Takacs (* 22. Mai 1963 in Bad Ischl, Oberösterreich) ist ein österreichischer Journalist. vom 1. Jänner 2017 bis zum 31. Dezember 2021 war er Landesdirektor des ORF-Landesstudios Salzburg, von 2011 bis 2016 war er Chefredakteur von ORF III.

## Leben
Christoph Takacs wurde in Bad Ischl im Salzkammergut geboren und wuchs in Wels in Oberösterreich auf. Nach dem Besuch der Schule studierte er Rechtswissenschaften. Während seines Studiums kam er mehr durch Zufall 1989 mit dem Journalismus in Kontakt. 1990 begann er ein Volontariat beim Österreichischen Rundfunk im ORF OÖ. Er war als Redakteur, LIVE-Reporter, Chef vom Dienst und Moderator für Radio Oberösterreich und die TV-Nachrichtensendung Oberösterreich heute tätig. Seine Lehrmeister waren namhafte journalistische Persönlichkeiten wie Franz Rohrhofer, Kurt Rammerstorfer, Reinhard Mildner, Johannes Fischer sowie über viele Jahre hinweg Hannes Leopoldseder als Intendant des ORF Landesstudios Oberösterreich. Neben vielen anderen Innovationen realisierte Takacs auch die erste Verkehrsinformation aus der Luft in Österreich.
Mit dem Radio Oberösterreich Überflieger begann in Österreich eine neue Ära der Verkehrsinformation. Initiiert vom damaligen Intendanten der ORF Landesstudios OÖ Hannes Leopoldseder entwickelte Takacs nicht nur das Format „Verkehrsinformation aus der Luft“, sondern personifizierte lange Zeit den „Radio Oberösterreich Überflieger“. Im Februar 1999 wurde er zum Leiter der Öffentlichkeitsarbeit im ORF-Landesstudio Oberösterreich bestellt. Im Dezember desselben Jahres folgte er einem Ruf in das ORF-Zentrum und wurde stellvertretender Chef des ORF Fernsehmagazins Willkommen Österreich sowie der Leiter des „Newsdesk“ dieser Sendung.
2003 bestellte man ihn zum stellvertretenden Leiter des ORF Chronikmagazins Thema. Höhepunkt war die redaktionelle Umsetzung und Produktion des ersten, von Christoph Feurstein geführten Interviews mit Natascha Kampusch nach ihrer Flucht. Die Autorisierung der TV-Interviews geschah mit Natascha Kampusch und ihrem damaligen Berater- bzw. Betreuerstab unter der Federführung von Christoph Takacs. Knapp 2,5 Millionen Zuseherinnen und Zuseher verfolgten das Medienereignis allein in Österreich. Das Interview wurde von Fernsehstationen weltweit übernommen.
2007 wurde Takacs mit der Entwicklung eines aktuellen Österreich Magazins für den Vorabend beauftragt. Am 12. April 2007 startete er mit „Heute in Österreich“ die bis dato längste aktuelle wochentägliche Informationssendung des ORF. Im Zuge der Adaptierung des Programmes von ORF 2 im Jahr 2012 wurde das Konzept von „Heute in Österreich“ weiter ausgebaut.
Im September 2010 wurde er in jenes Projektteam gerufen, welches aus TW1 den ORF-Spartensender ORF III entwickelte. Seit dem Senderstart von ORF III am 26. Oktober 2011 bis Ende 2016 war Christoph Takacs Chefredakteur des Senders und Moderator der Sendungen „Im Brennpunkt“, „Politik LIVE“ und 60 Minuten Politik sowie Gastgeber bei der Sendereihe „Das ganze Interview“. Takacs moderierte zudem auch zahlreiche aktualitätsbezogene Livesendungen in ORF III, wie beispielsweise das Finale des Prozesses gegen den norwegischen Attentäter Anders Breivik.
Von Jänner 2017 bis Dezember 2021 war er Landesdirektor im ORF Salzburg, als Chefredakteur von ORF III folgte ihm die langjährige Zeit-im-Bild-Moderatorin Ingrid Thurnher nach. Laut Informationen der Austria Presse Agentur (APA) war Takacs auch deshalb Landesdirektor in Salzburg geworden, weil der dortige ÖVP-Landeshauptmann (Wilfried Haslauer, Anm.) den SPÖ-nahen Direktor Roland Brunhofer nicht mehr haben wollte. Thurnher bezeichnete dies als Teil der Realverfassung des Landes.
Im September 2021 bestellte für die Zeit ab Jänner 2022 der ORF-Stiftungsrat über Vorschlag von Roland Weißmann Waltraud Langer zu Takacs’ Nachfolgerin in der Landesdirektion des ORF Salzburg.

### Privates
Christoph Takacs lebt im Tennengau (Land Salzburg).